# Zero Motorcycles
Zero Motorcycles Inc. es un fabricante estadounidense de motocicletas eléctricas. Previamente denominada Electricross, inició su actividad en 2006 en las cercanías de Santa Cruz, en Scotts Valley por Neal Saiki, un antiguo ingeniero de la NASA.
Zero tiene una línea de motocicletas todoterreno incluyendo la Zero X y el modelo de mayor rendimiento Zero MX. También producen motocicletas de carretera, empezando con el modelo Zero S en 2009. Este último modelo empezó a servirse en mayor cantidad a partir de 2010, cuando incorporó un motor eléctrico de la compañía Agni. Simultáneamente se desarrolló el modelo Zero DS, un modelo de uso mixto basado en el chasis del modelo S. El modelo Zero XU es una motocicleta de carretera basada en el chasis de los modelos todoterreno, con menores dimensiones y una batería extraíble, que se presentó en 2011.
En 2012, Zero presentó el ZF9 Power Pack, un conjunto de baterías de alta capacidad para los modelos S y DS, convirtiéndolos en los primeros modelos de motocicleta eléctrica con una autonomía mayor de 100 millas (161 km). En enero de 2012, la firma consultora Pike Research clasificó a Zero Motorcycles como la marca mejor posicionada entre los fabricantes de motocicletas eléctricas.

## Gama de modelos

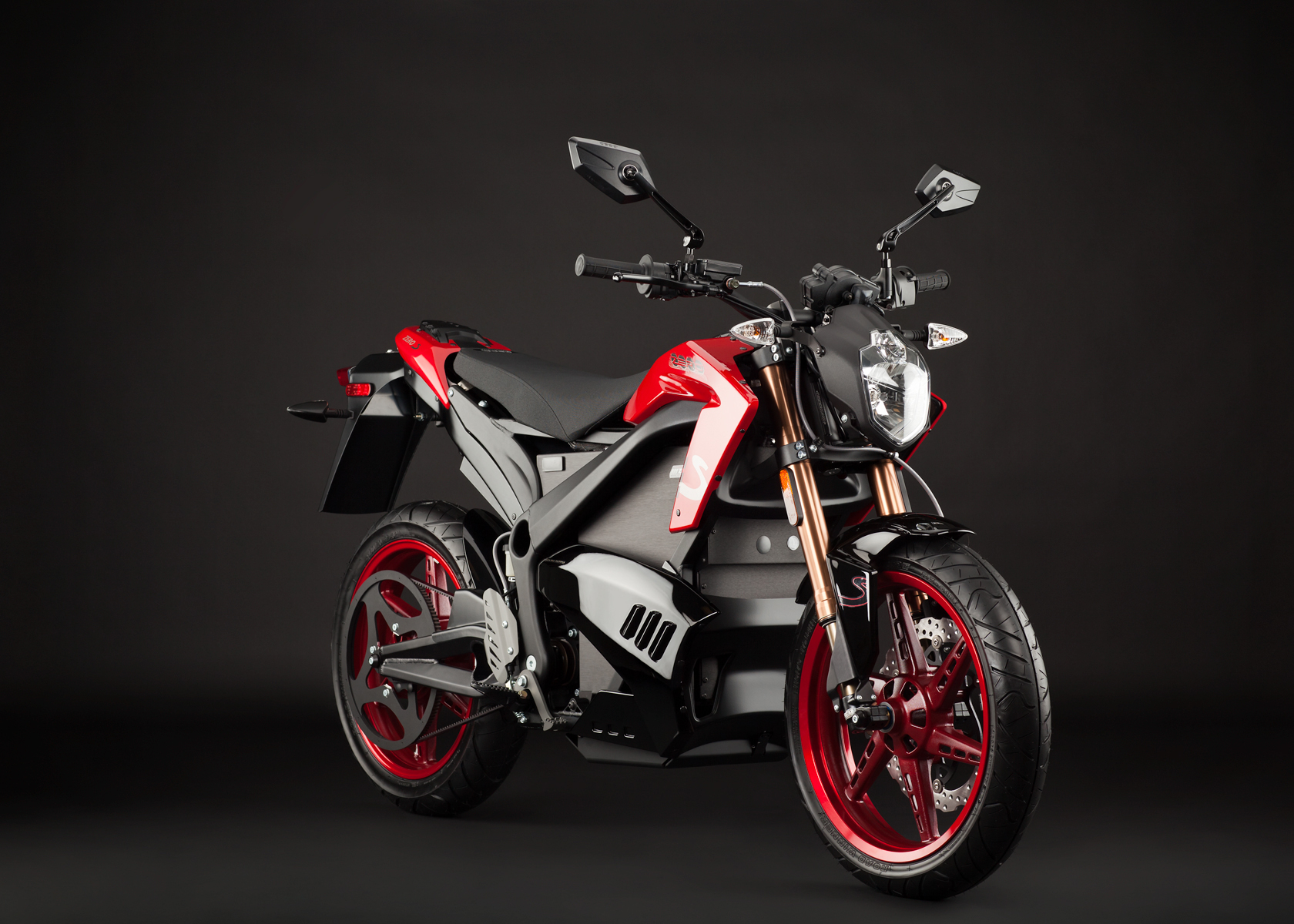
Zero S
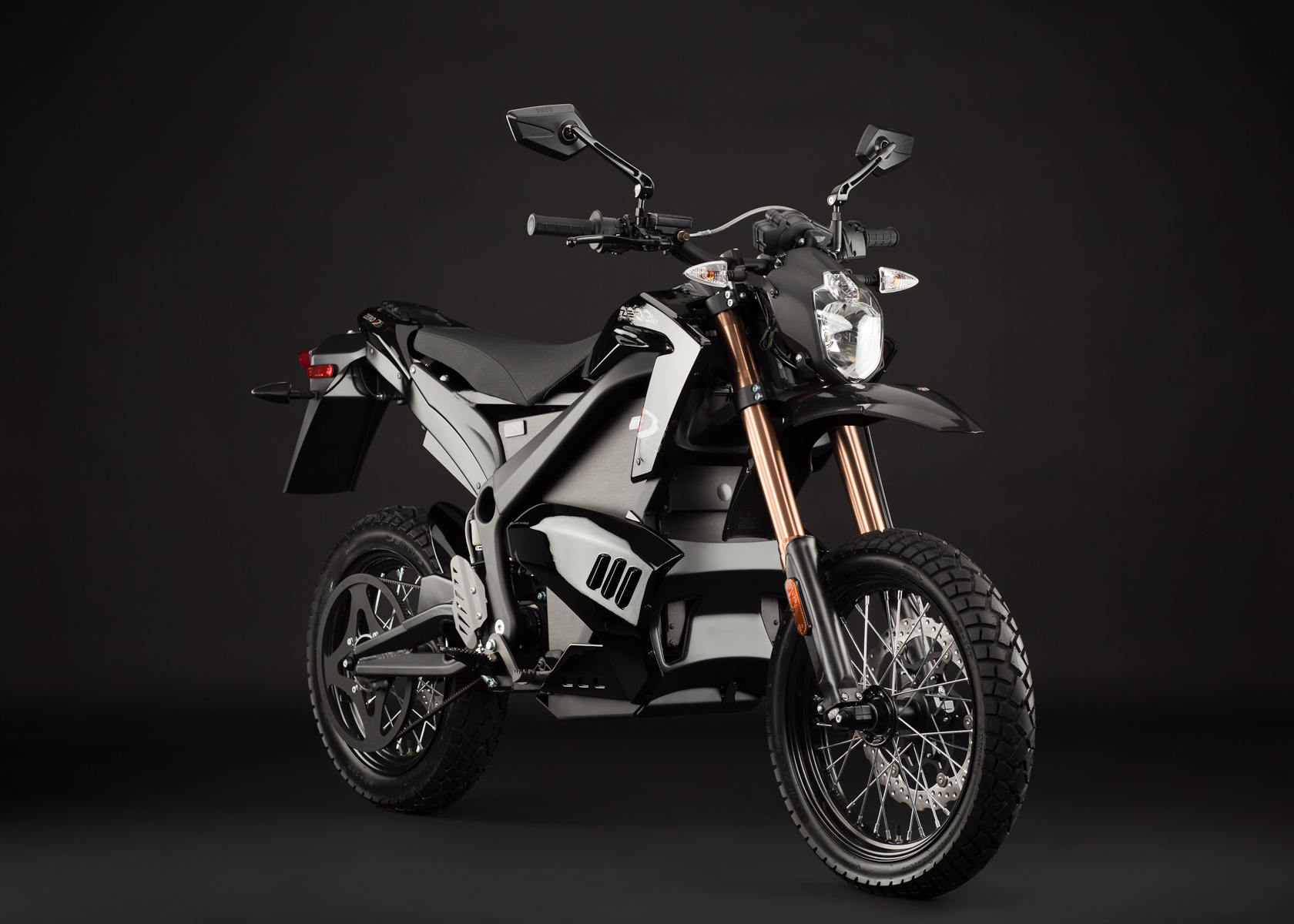
Zero DS
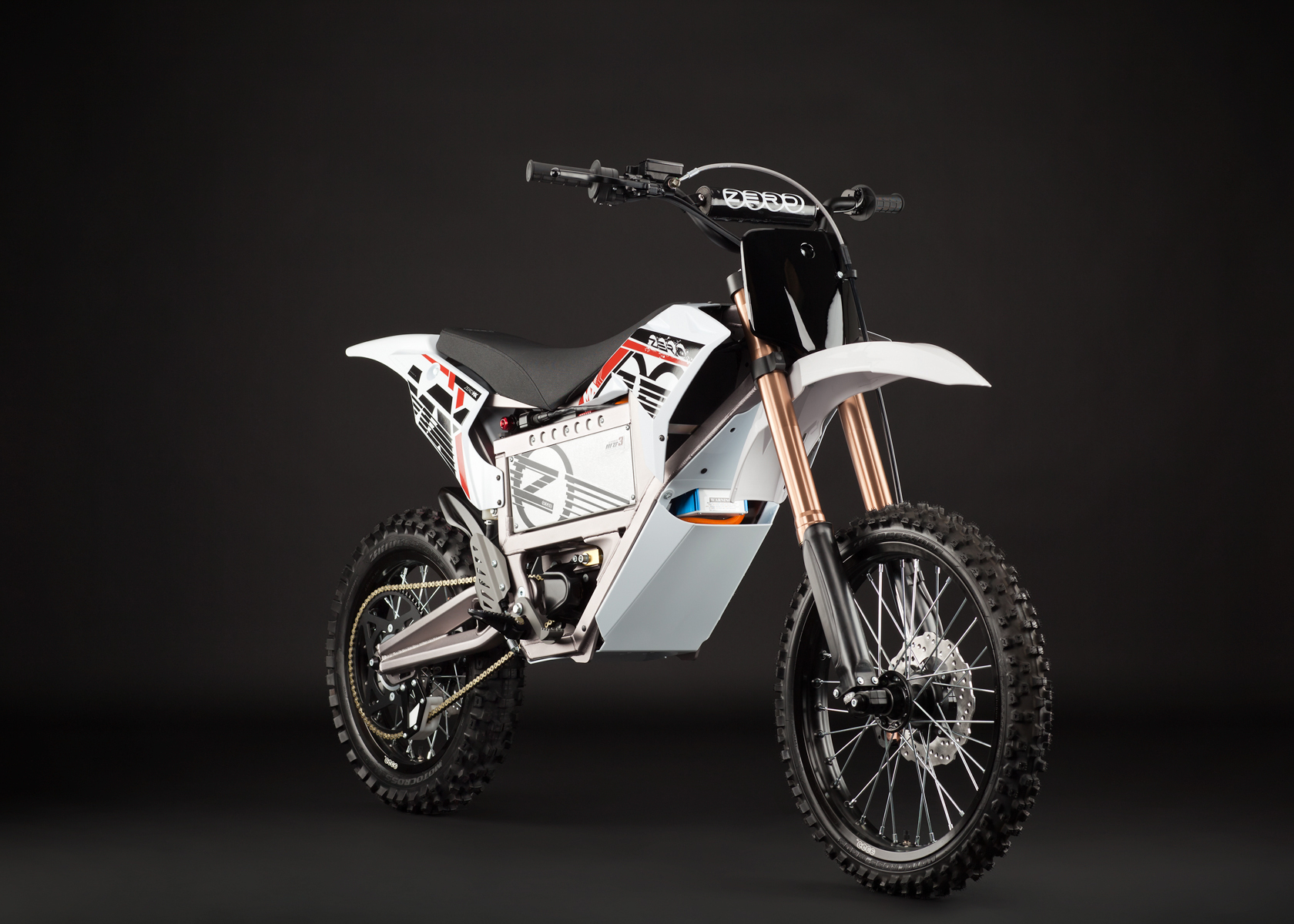
Zero MX
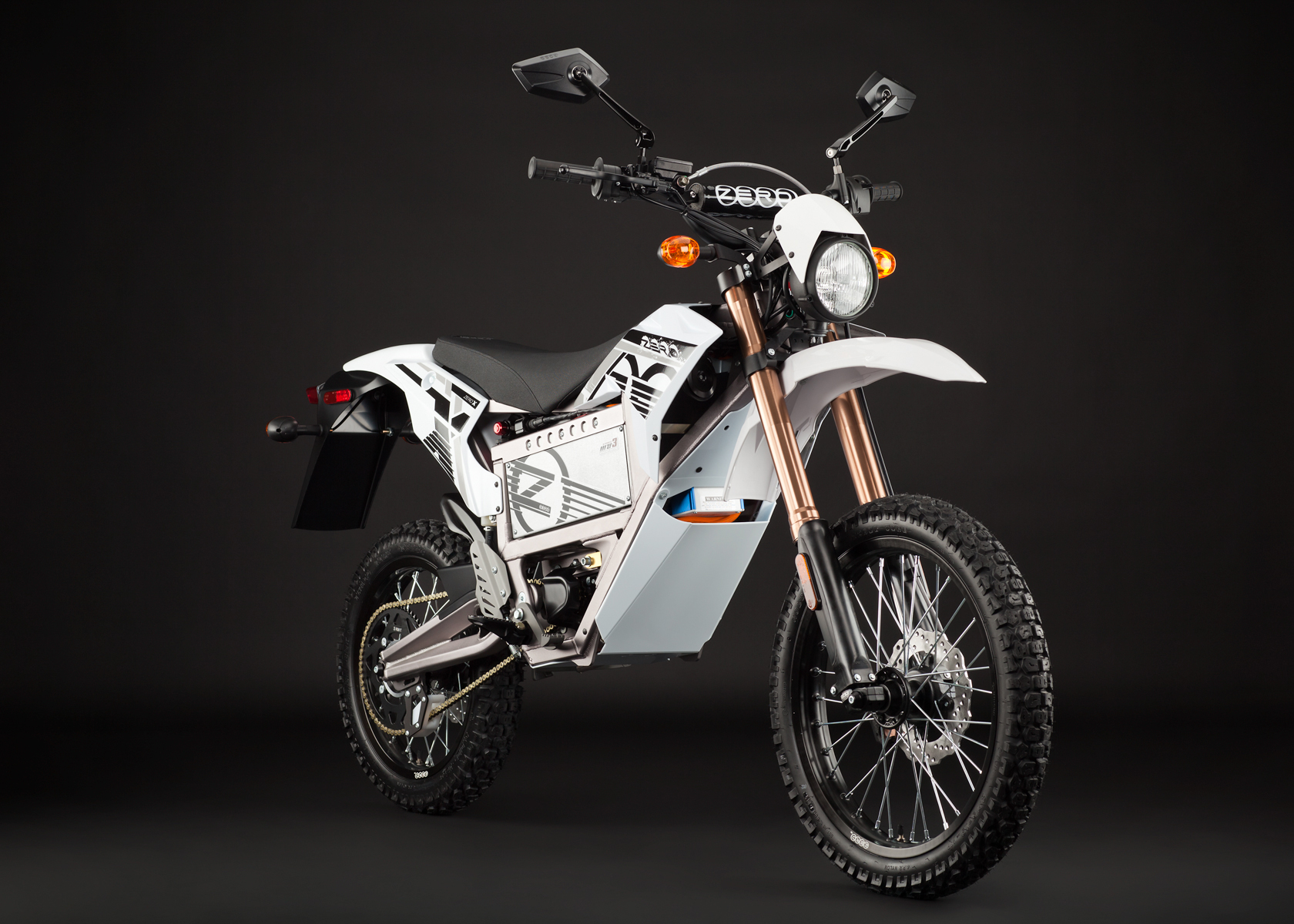
Zero X
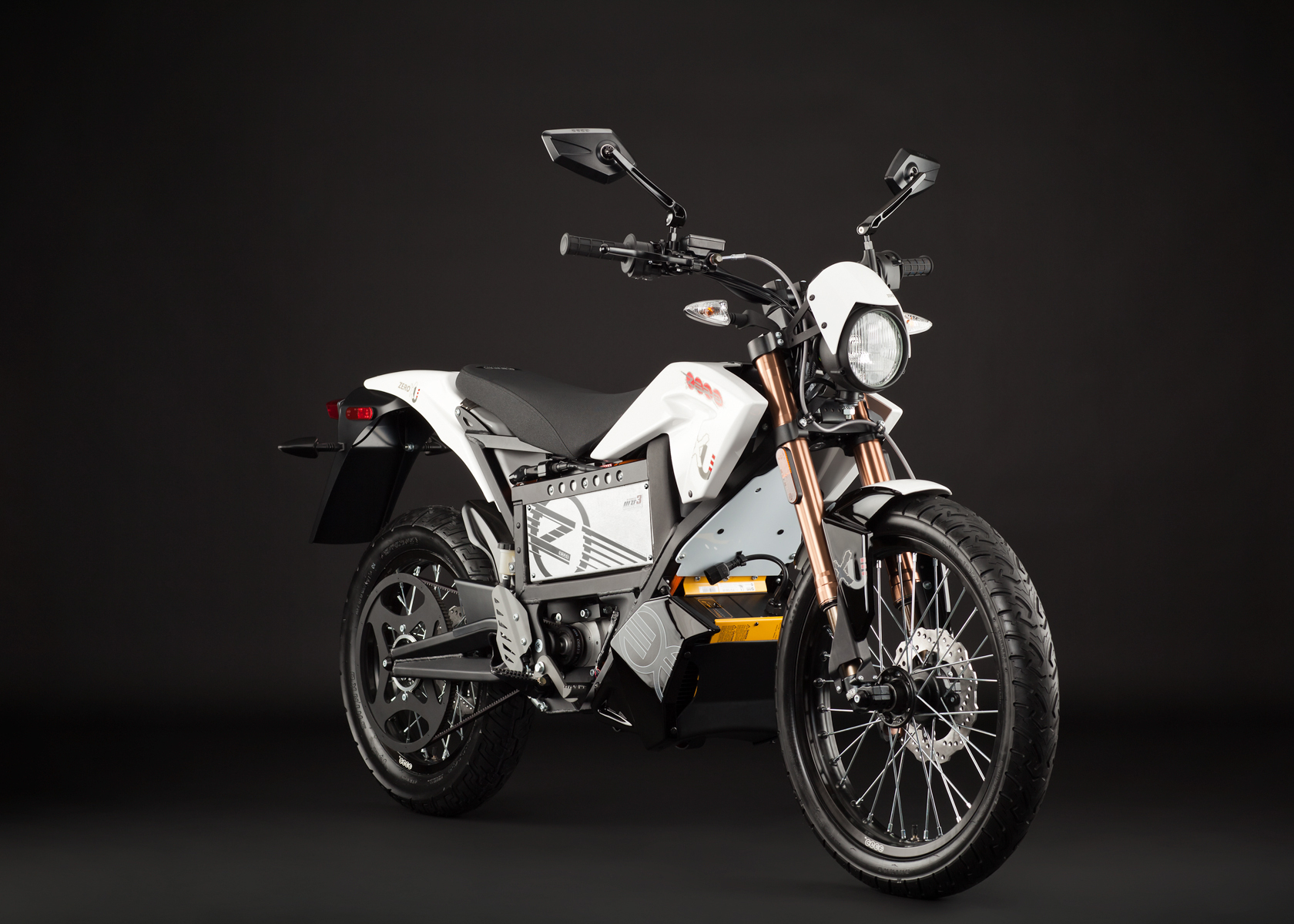
Zero XU